# Bernhard Granz
Bernhard Granz (* 17. Oktober 1942 in Kassel) ist ein deutscher Brigadegeneral außer Dienst des Heeres der Bundeswehr.

## Leben
Granz absolvierte 1963 das Abitur und trat am 1. April 1963 in die Bundeswehr ein. Es folgte als Offizieranwärter die Offizierausbildung zum Offizier des Truppendienstes der Heeresfliegertruppe und zum Hubschrauberführer. Von 1967 bis 1975 hatte er Verwendungen als S1/S2-Offizier (Personalwesen/Militärisches Nachrichtenwesen) des Heeresfliegerbataillons 100 und anschließend als Einsatzoffizier und Staffelkapitän im Heeresfliegerregiment 15 in Rheine und von 1975 bis 1978 im Spezialstab ATV (Auswertung, Truppenversuche und Vorschriften) der Heeresfliegerwaffenschule in Bückeburg. Von 1978 bis 1981 war er S3-Stabsoffizier und stellvertretender Bataillonskommandeur des Heeresfliegerbataillons 6 und Kommandeur der Fliegenden Abteilung 61 im Heeresfliegerregiment 6 in Hohenlockstedt. Es schloss sich 1981 eine Tätigkeit als Dezernatsleiter in der Abteilung VII im Heeresamt in der Konrad-Adenauer-Kaserne in Köln mit der Zuständigkeit für Panzerabwehr aus der Luft und später für allgemeine und truppendienstliche Angelegenheiten an. Von 1984 bis 1987 war er stellvertretender Regimentskommandeur des Heeresfliegerregiments 36 in Fritzlar und von 1987 bis 1990 Regimentskommandeur des Heeresfliegerregiments 16 in Celle. 1990 wurde er Gruppenleiter im Heeresamt in der Abteilung XII und 1993 Kommandeur des Heeresfliegerkommandos 2 in Laupheim. Von 1994 bis 1998 war er stellvertretender Brigadekommandeur der Heeresfliegerbrigade 3 in Mendig und von 1998 bis 2002 Brigadekommandeur dieser Brigade.
Granz war vom 20. Juni 2002 bis zum 12. März 2004 General der Heeresfliegertruppe und Kommandeur der Heeresfliegerwaffenschule in Bückeburg. Mit Ablauf des März 2004 wurde er in den Ruhestand versetzt.
Granz ist verheiratet und hat zwei Kinder. Nach seiner aktiven Dienstzeit war bis 2018 Vorsitzender der Gemeinschaft der Heeresflieger sowie mindestens 15 Jahre Vorsitzender des Bürgervereins Meckenheim und seit 2021 Ehrenmitglied.